# Kariota
Kariota (Caryota L.) – rodzaj roślin z rodziny arekowatych (palm). Obejmuje 14 gatunków. Rosną one w naturalnym środowisku w tropikalnej Azji i Oceanii, na obszarze od Indii po Vanuatu. Występują w lasach pierwotnych i wtórnych, w wilgotnym klimacie równikowym i na obszarach z klimatem kształtowanym pod wpływem monsunów. Występują od poziomu morza po obszary górskie (do ok. 2000 m n.p.m.). Owoce rozprzestrzeniane są przez zwierzęta, mimo zawartości rafidów. Rodzaj wyróżnia się jako jedyny wśród palm podwójnie pierzastymi liśćmi.
Niektóre gatunki są uprawiane w strefie międzyzwrotnikowej jako rośliny ozdobne, rozpowszechniona w uprawie jest zwłaszcza kariota łagodna oraz kariota parząca. Ten drugi gatunek wykorzystywany jest jako źródło sago, sok z kwiatostanów (z jednego kwiatostanu pozyskuje się do 14 l) służy do wyrobu wina palmowego, araku i cukru palmowego. Młode liście są jadalne, wykorzystywane są też jako pasza, z pochew liściowych pozyskuje się włókna służące głównie do wyrobu szczotek.
Miąższ owoców zawiera rafidy powodujące ból i stan zapalny jamy ustnej i warg w przypadku spożycia, także chrypkę i dysfagię. Dolegliwości powoli przemijają i nie wymagają podejmowania terapii.

## Morfologia
PokrójPalmy o kłodzinach pojedynczych lub kępiasto skupionych (rozgałęzionych u nasady). W pierwszym wypadku kłodziny są zazwyczaj duże, w drugim niższe. U niektórych gatunków kłodziny są beczułkowato zgrubiałe w środkowej części, zwykle też pokryte są wyraźnymi pierścieniami stanowiącymi blizny po opadłych liściach.
LiścieZwykle jest ich od 4 do 20. U kilku gatunków są one skupione w koronę na szczycie kłodziny, ale u większości rozmieszczone są wzdłuż niej. Pochwy liściowe są zamknięte, a ogonki liściowe zaokrąglone na przekroju, krótkie lub długie. Zazwyczaj są białawo lub brązowo owłosione, u niektórych gatunków są kreskowane. Blaszka liściowa jest podwójnie pierzasto złożona, co jest wyjątkiem wśród palm (poza tym pojedynczo złożonych lub całobrzegich). Odcinki drugiego rzędu są trójkątnie klinowate, o różnych kształtach u różnych gatunków (cecha diagnostyczna), przy czym zawsze boki są gładkie, a odcinek je łączący jest ząbkowany, nierzadko odcinki liściowe są wyciągnięte w długi wyrostek wzdłuż jednego z boków. Ze względu na podobieństwo odcinków liściowych do rybich płetw ogonowych, palmy te noszą angielską nazwę fishtail palm. Odcinki liści ułożone są w różnych płaszczyznach.
KwiatyPowstają na pędach, które kończą wzrost i przestają tworzyć kolejne liście. Pierwszy kwiatostan powstaje na szczycie pędu, a kolejne wyrastają z coraz to starszych nasad liści, przez co wzdłuż kłodzin kwitnących i owocujących roślin występują kwiaty i owoce w różnej fazie wzrostu i dojrzałości. Gdy dojrzeją owoce na najniższym kwiatostanie – cały pęd zamiera, co w przypadku gatunków o pojedynczej kłodzinie oznacza śmierć rośliny. Czas kwitnienia i owocowania trwa do 5 lat. Kwiaty powstają w kwiatostanach rozgałęzionych pojedynczo, rzadziej nierozgałęzionych i mających wówczas postać kłosa. Szypuła kwiatostanu wsparta jest okazałą pochwą, a na jej osi wyrasta kilka podsadek. Zwykle długie i zwisające odgałęzienia kwiatostanu pokryte są licznymi podsadkami, w których kątach rozwijają się po trzy kwiaty – pośrodku żeński, a po bokach męskie. Kwiaty mają żółte lub czerwone płatki (cecha diagnostyczna). W kwiatach męskich rozwija się od 6 do 150 pręcików.
OwoceDojrzałe przeważnie ciemnoczerwone z 1–3 nasionami i włóknistym miąższem, zwykle kulistawe.

## Systematyka
Pozycja systematyczna

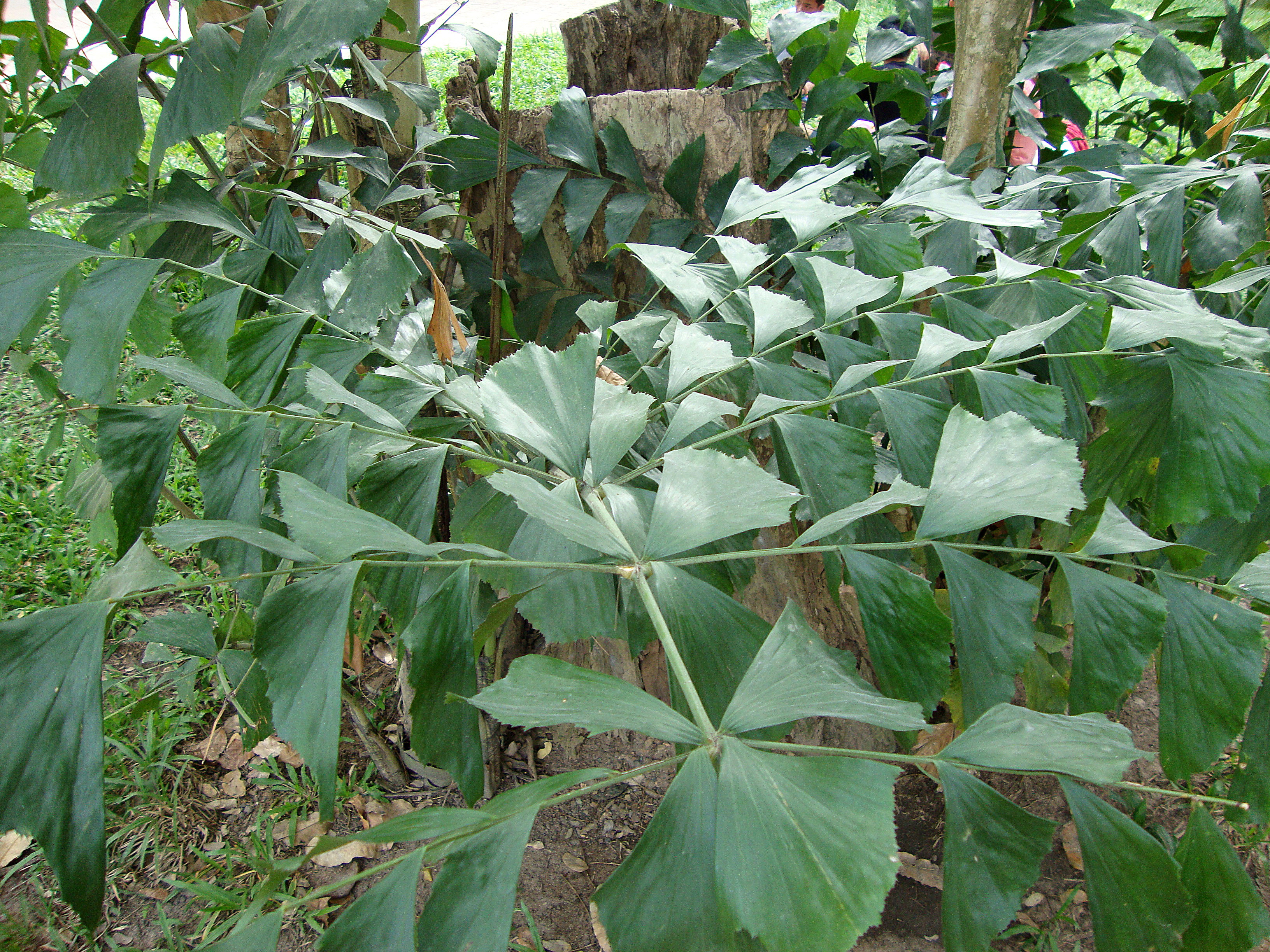
Liście karioty łagodnej

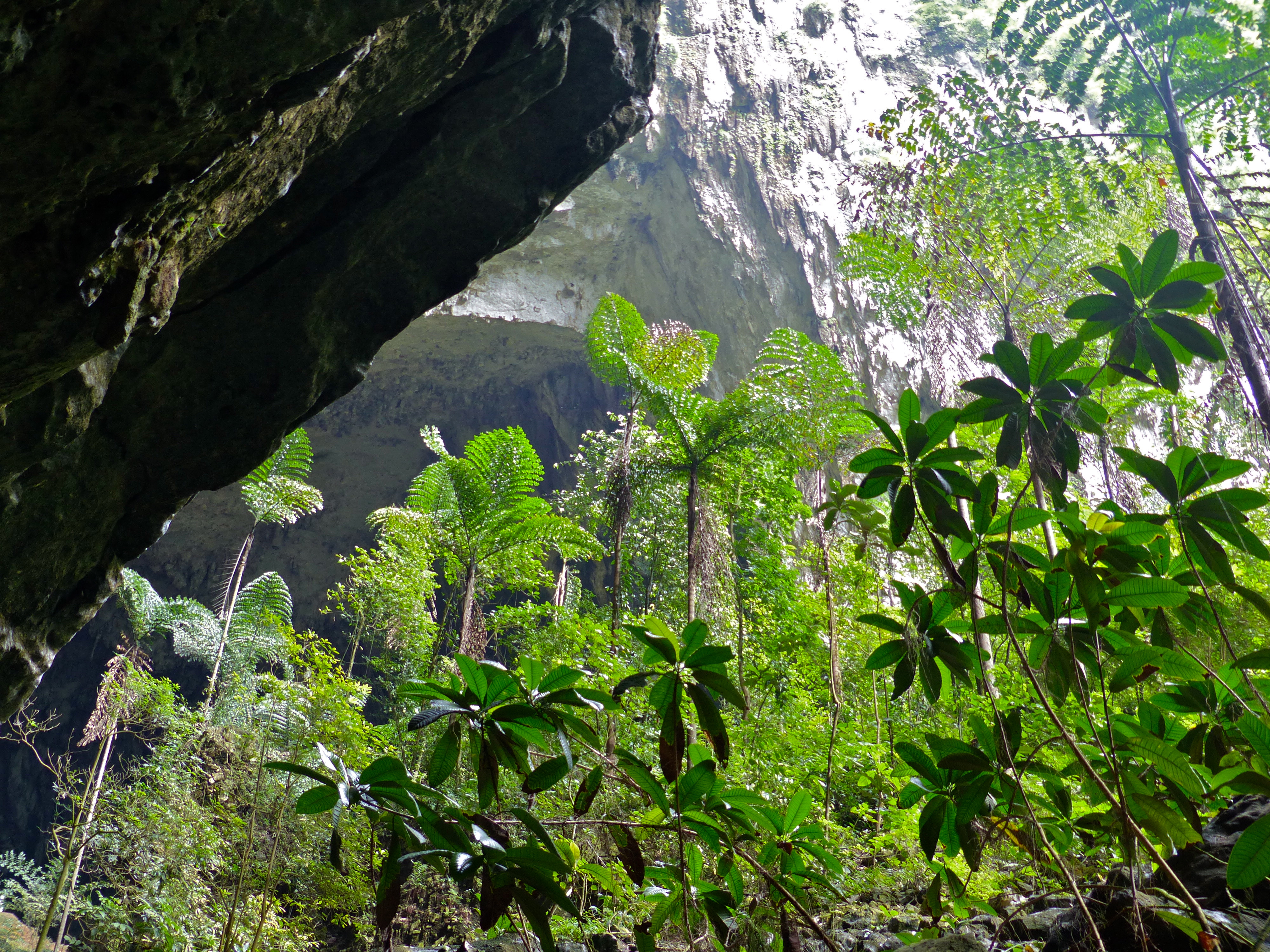
Caryota no

Rodzaj z rodziny arekowatych (Arecaceae) należącej do rzędu arekowce (Arecales). W obrębie rodziny należy do podrodziny Coryphoideae, plemienia Caryoteae.
Wykaz gatunków
- Caryota albertii F.Muell. ex H.Wendl.
- Caryota angustifolia Zumaidar & Jeanson
- Caryota cumingii Lodd. ex Mart.
- Caryota kiriwongensis Hodel
- Caryota maxima Blume ex Mart.
- Caryota mitis Lour. – kariota łagodna
- Caryota monostachya Becc.
- Caryota no Becc.
- Caryota obtusa Griff.
- Caryota ophiopellis Dowe
- Caryota rumphiana Mart.
- Caryota sympetala Gagnep.
- Caryota urens L. – kariota parząca
- Caryota zebrina Hambali & al.